# Cucullia fasciata
Cucullia fasciata là một loài bướm đêm trong họ Noctuidae.